# Whitney-on-Wye
Whitney-on-Wye est une paroisse civile et un village du Herefordshire, en Angleterre.